# NGC 948
NGC 948 è una galassia a spirale barrata situata nella costellazione della Balena, a una distanza di circa 205 milioni di anni luce dalla nostra Via Lattea.

## Scoperta
La galassia è stata scoperta il 1 novembre 1886 dall'astronomo statunitense Lewis Swift.

## Descrizione
NGC 948 ha una classe di luminosità III e presenta una larga riga a 21 cm dell'idrogeno neutro.
Data la sua luminosità superficiale pari a 14,17, NGC 948 può essere classificata come una galassia a bassa luminosità superficiale (nella letteratura in lingua inglese abbreviata in LSB, acronimo di Low Surface Brightness). Le galassie LSB sono galassie di tipo diffuso (D) con una luminosità superficiale inferiore di almeno una magnitudine a quella del cielo notturno circostante.

## Gruppo di NGC 945
NGC 948 fa parte di un gruppo di galassie che comprende almeno 7 membri, il Gruppo di NGC 945. Le altre galassie del gruppo sono NGC 945, NGC 950, NGC 977, MCG -2-7-20, MCG -2-7-32 e MCG -2-7-33.